# Nikola Milenković
Nikola Milenković (en serbio: Никола Миленковић; Belgrado, Serbia, 12 de octubre de 1997) es un futbolista serbio que juega en la posición de defensa para el Nottingham Forest F. C. de la Premier League.

## Selección nacional
Tras jugar en la sub-19, la sub-20 y en la sub-21, finalmente hizo su debut con la selección absoluta el 29 de septiembre de 2016 en un encuentro amistoso contra Catar que finalizó con un resultado de 3-0 a favor del combinado catarí tras un triplete de Sebastián Soria. El 1 de junio de 2018 el seleccionador Mladen Krstajić le convocó para formar parte del equipo que disputaría la Copa Mundial de Fútbol de 2018.

### Participaciones en Copas del Mundo
| Mundial                        | Sede  | Resultados     | Partidos | Goles |
| ------------------------------ | ----- | -------------- | -------- | ----- |
| Copa Mundial de Fútbol de 2018 | Rusia | Fase de grupos | 3        | 0     |
| Copa Mundial de Fútbol de 2022 | Catar | Fase de grupos | 3        | 0     |

### Participaciones en Eurocopas
| Copa          | Sede     | Resultado    | Partidos | Goles |
| ------------- | -------- | ------------ | -------- | ----- |
| Eurocopa 2024 | Alemania | Primera fase | 3        | 0     |

## Estadísticas

### Clubes
Actualizado al último partido disputado el 25 de mayo de 2025.
| Club                               | Div.          | Temporada     | Liga  | Liga  | Copas nacionales | Copas nacionales | Copas internacionales | Copas internacionales | Total | Total |
| Club                               | Div.          | Temporada     | Part. | Goles | Part.            | Goles            | Part.                 | Goles                 | Part. | Goles |
| ---------------------------------- | ------------- | ------------- | ----- | ----- | ---------------- | ---------------- | --------------------- | --------------------- | ----- | ----- |
| F. K. Teleoptik Serbia             | 3.ª           | 2015-16       | 13    | 0     | —                | —                | —                     | —                     | 13    | 0     |
| F. K. Teleoptik Serbia             | Total club    | Total club    | 13    | 0     | 0                | 0                | 0                     | 0                     | 13    | 0     |
| Partizán de Belgrado Serbia        | 1.ª           | 2015-16       | 4     | 1     | 0                | 0                | 0                     | 0                     | 4     | 1     |
| Partizán de Belgrado Serbia        | 1.ª           | 2016-17       | 32    | 2     | 6                | 1                | 2                     | 0                     | 40    | 3     |
| Partizán de Belgrado Serbia        | Total club    | Total club    | 36    | 3     | 6                | 1                | 2                     | 0                     | 44    | 4     |
| ACF Fiorentina · Italia            | 1.ª           | 2017-18       | 16    | 0     | 1                | 0                | —                     | —                     | 17    | 0     |
| ACF Fiorentina · Italia            | 1.ª           | 2018-19       | 34    | 3     | 4                | 0                | —                     | —                     | 38    | 3     |
| ACF Fiorentina · Italia            | 1.ª           | 2019-20       | 37    | 5     | 4                | 0                | —                     | —                     | 41    | 5     |
| ACF Fiorentina · Italia            | 1.ª           | 2020-21       | 34    | 3     | 3                | 0                | —                     | —                     | 37    | 3     |
| ACF Fiorentina · Italia            | 1.ª           | 2021-22       | 34    | 1     | 5                | 2                | —                     | —                     | 39    | 3     |
| ACF Fiorentina · Italia            | 1.ª           | 2022-23       | 27    | 2     | 4                | 0                | 11                    | 1                     | 42    | 3     |
| ACF Fiorentina · Italia            | 1.ª           | 2023-24       | 34    | 0     | 5                | 0                | 11                    | 0                     | 50    | 0     |
| ACF Fiorentina · Italia            | Total club    | Total club    | 216   | 14    | 26               | 2                | 22                    | 1                     | 264   | 17    |
| Nottingham Forest F. C. Inglaterra | 1.ª           | 2024-25       | 37    | 5     | 3                | 0                | —                     | —                     | 40    | 5     |
| Nottingham Forest F. C. Inglaterra | Total club    | Total club    | 37    | 5     | 3                | 0                | 0                     | 0                     | 40    | 5     |
| Total carrera                      | Total carrera | Total carrera | 302   | 22    | 35               | 3                | 24                    | 1                     | 361   | 26    |

## Palmarés

### Campeonatos nacionales
| Título              | Club           | País   | Año  |
| ------------------- | -------------- | ------ | ---- |
| Copa de Serbia      | F. K. Partizán | Serbia | 2016 |
| Superliga de Serbia | F. K. Partizán | Serbia | 2017 |
| Copa de Serbia      | F. K. Partizán | Serbia | 2017 |